# Arlequí (Picasso 1917)
Arlequí és una pintura a l'oli sobre tela realitzada per Pablo Picasso el 1917 a Barcelona i que actualment forma part de la col·lecció permanent del Museu Picasso de Barcelona. L'artista el va donar a la ciutat de Barcelona el 1919.

## Història

### Context
Vers el 1917 s'inicia en l'obra picassiana un període de grans contrastos en la seva producció artística –fruit també d'un canvi profund en la seva vida–, que sovint desconcerta els seus contemporanis perquè les obres anomenades clàssiques o neoclàssiques discorren paral·leles a creacions d'arrel encara cubista.
Aquest contrast és ben palès en el teló de boca i en el vestuari del ballet Parade –amb argument de Jean Cocteau i música d'Erik Satie–, que Picasso comença a elaborar aquell any a Roma per als Ballets Russos de Serge de Diaghilev.
Enamorat de la ballarina Olga Khokhlova, Picasso segueix la companyia durant la gira que du a estrenar Parade al Gran Teatre del Liceu. Establert a Barcelona entre juny i novembre, torna a integrar-se al medi artístic local en un context dominat pel Noucentisme, que promovia els valors clàssics en les arts i la literatura tot propugnant-ne la renovació.
Tot i que aquest nou estil sembla topar frontalment amb el cubisme que l'havia precedit, Apollinaire recorda al programa de Parade que tant el teló de caràcter clàssic com el vestuari cubistitzant coincideixen en la pretensió de traduir la realitat. La col·laboració de Picasso amb el món del ballet es perllongaria fins al 1924.

### Estudis preliminars
Se'n coneixen tres estudis preliminars: un dibuix de cos sencer, un estudi del cap que fou donat per Picasso al Museu Picasso de Barcelona el 1970 i un dibuix de tres quarts, amb les paraules ¡Visca Catalunya y els meus amics!, que encapçalava el llibre d'or de la sala barcelonina Galeries Laietanes i que Picasso va dibuixar amb motiu del banquet que es va celebrar a les seves caves en honor seu.

### Recepció
El crític d'art i pintor Feliu Elias observava el 1918 –comentant l'Arlequí pintat per Picasso a Barcelona l'any abans– que era evident com les especulacions anteriors (cubistes i salvatgistes) havien proporcionat a Picasso un afinament preciós en la visió objectiva, que per la simplicitat compositiva, la depuració formal, l'èmfasi en la volumetria i la monumentalitat anticipava les pintures clàssiques dels primers anys 20. El 1918 Arlequí ocupa la portada de la revista mensual d'art Vell i Nou (núm. 72).
El 1919, després de presentar-la a l'exposició que es va celebrar al Palau de les Belles Arts de la capital catalana, Picasso dona aquesta obra als museus d'art de Barcelona, essent la primera obra picassiana ingressada als museus de la ciutat.

## Descripció

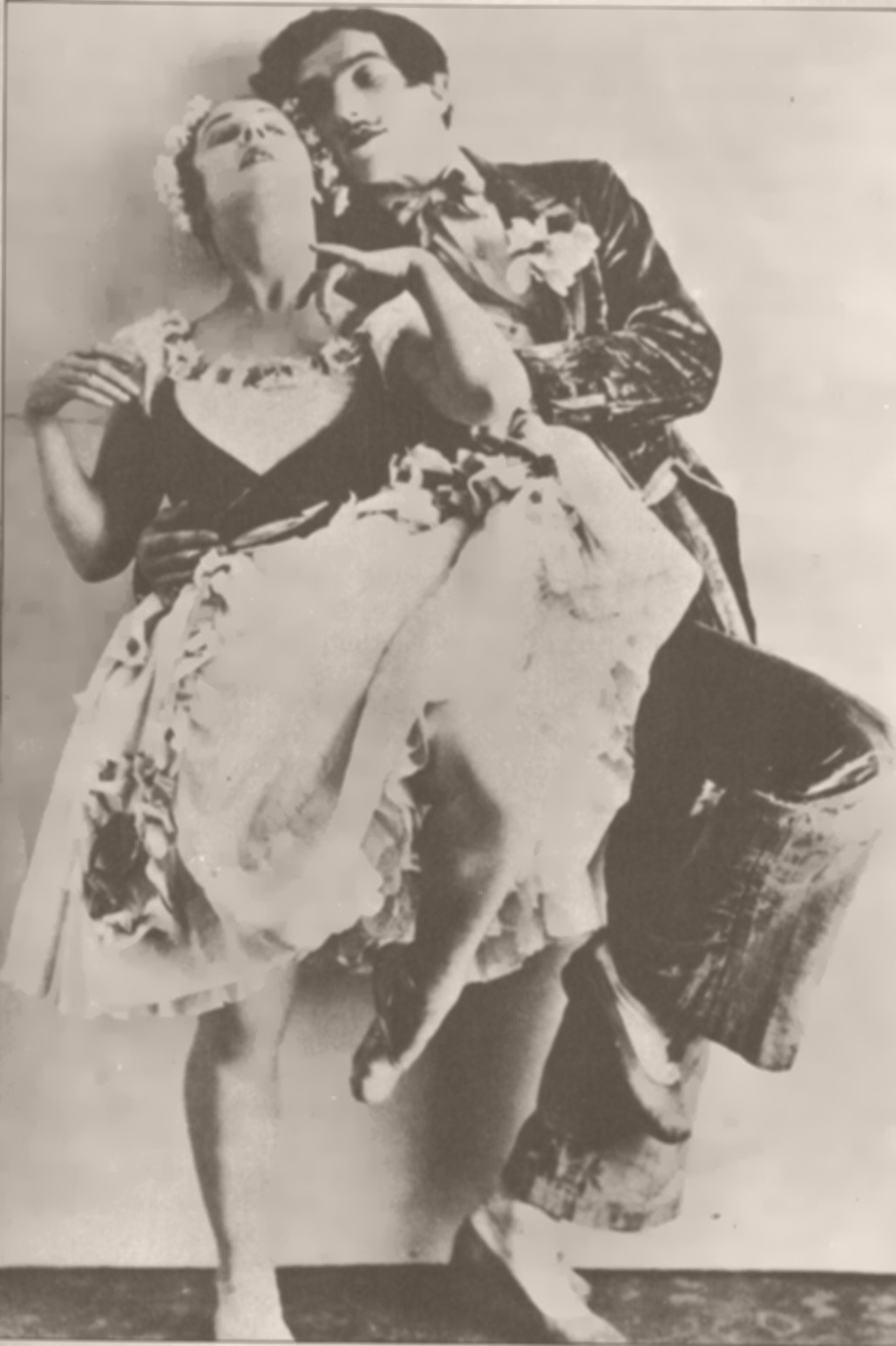
Léonide Massine (a la foto ballant amb Lydia Lopokova) va fer de model per a aquest quadre.

Picasso pinta aquest oli en el decurs de la seva estada a Barcelona, entre el juny i el novembre de 1917, amb motiu de la presentació al Teatre del Liceu del ballet Parade amb la companyia dels Ballets Russos de Serge Diaghilev.
El personatge de l'arlequí, una figura àmpliament representada en l'obra picassiana, és situat dalt d'un escenari on hi ha una barana parcialment coberta per un gran cortinatge vermell intens que contrasta amb els ocres de la carnació i els blaus, verds i rosats de la indumentària típica romboïdal del personatge.
El color terrós de la carn i les mans grosses i molsudes mostren l'interès de l'artista per la volumetrització de les formes.
El model per a Arlequí és Léonide Massine (nom artístic de Leonid Feodorovic Miassin, Moscou, 1896 – Borken, Alemanya, 1979), llavors primer ballarí de la companyia de Diaghilev.

## Picasso i el circ
Les vinculacions de Picasso amb el món del circ estan molt presents al llarg de tota la seva vida.
Ja a la Barcelona de final del s. XIX, Picasso freqüenta els circs que es presenten a la ciutat, tot i que en les obres d'aquest període no en trobem cap referència.
Els circs ambulants dels bulevards de París es converteixen en espais sovint visitats pel jove Picasso i els seus amics al llarg de les seves primeres estades en aquesta ciutat. Al final de 1904 i al començament de 1905 és quan el tema del circ, concretament el de Medrano, esdevé un referent en la seva vida i obra i es converteix en el centre de
les composicions del moment.
L'exposició Picasso i el circ, presentada primer al Museu Picasso de Barcelona entre el 16 de novembre de 2006 i el 18 de febrer de 2007, i després a la Fondation Pierre Gianadda de Martigny (del 9 de març al 10 de juny de 2007), va permetre fer un recorregut ampli i suggeridora per la representació picassiana de l'univers del circ, que abasta des dels primers esbossos de joventut fins als darrers anys de la seva producció.

## Iconografia
La iconografia de l'arlequí és clau i recurrent al llarg de l'obra de Picasso d'ençà de 1901 i sobretot a partir de 1905. És l'autèntic protagonista de l'anomenada època rosa.
L'arlequí, com passa als anys 30 amb el minotaure, es converteix en l'àlter ego de l'artista. L'arlequí és testimoni de la comèdia humana; l'iniciat que cerca transgredir i transcendir les limitacions de l'home terrenal.
L'any 1915, Picasso realitza una sèrie d'investigacions en la representació de l'Arlequí que tenen el colofó en la pintura Arlequí, propietat del MoMA de Nova York, que culmina, segons paraules de l'artista, la seva interpretació d'aquest personatge.